# Tour della nazionale maschile di rugby a 15 della Scozia 1995
Tra le due edizioni del 1991 e del 1995 della coppa del mondo di rugby, la nazionale di rugby XV della Scozia si è recata più volte in Tour oltremare.
Nel 1995, in preparazione ai mondiali, la Scozia va in tour in Spagna, poi durante i mondiali, invia la seconda squadra in tour in Zimbabwe.

## In Spagna
Il primo mini tour è in Spagna. Nel primo match contro una selezione madrilena, gli Scozzesi faticano ben più del previsto chiudendo il match a fatica, malgrado vi fossero in campo ben 9 giocatori con esperienze internazionali precedenti
| Madrid 2 maggio 1995 | Madrid XV | 16 – 27 | Scozia XV |  |

Molto meglio vanno le cose nel test match (non ufficiale per la federazione scozzese). Un netto successo benaugurante
| Madrid 6 maggio 1995 | Spagna     | 7 – 62 | Scozia XV |  |
| \| \| \| \| \| P Gutierrez Merelles \| mt \| Joiner 3, Logan Chalmers, G. Hastings 2, Morrison, Wainwright 2 \| \| Gerediaga Nanclares \| tr \| G. Hastings 6 \| \| 15.Francisco Puertas Soto, 14.Daniel Saenz Lobsack, 13.Francisco Javie Fernandez Jimenez, 12.Alejandro Mino Terrancle, 11.Pablo Gutierrez Merelles, 10.Xabier Gerediaga Nanclares, 9.Jeronimo Hernandez-Gil Ruano, 8.Jon Etxeberria Landazabal, 7.Jaime Gutierrez Merelles (cap.), 6.Alberto Malo Navio, 5.Juan Escoda Espinalt, 4.Jose Miguel Villau Cabeza, 3.Jonadab Diez Urkidi, 2.Fernando de la Calle Pozo, 1.Julio Alvarez Ruiz de Temino - Sostituti: Inaki Laskurain Gonzalez, Pablo Calderon Sole, Javier Torres Morote, Ignacio de Lazaro Bravo \| Formazioni \| 15.Gavin Hastings (cap.), 14.Craig Joiner, 13.Tony Stanger, 12.Graham Shiel, 11.Kenny Logan, 10.Craig Chalmers, 9.Bryan Redpath, 8.Eric Peters, 7.Iain Morrison, 6.Rob Wainwright, 5.Doddie Weir, 4.Damian Cronin, 3.Peter Wright, 2.Kevin McKenzie, 1.Dave Hilton - Sostituti: Stewart Campbell, Ian Jardine, Scott Hastings, Martin Scott \| |            | |           |  |
| |            | |           |  |
| P Gutierrez Merelles | mt         | Joiner 3, Logan Chalmers, G. Hastings 2, Morrison, Wainwright 2 |           |  |
| Gerediaga Nanclares | tr         | G. Hastings 6 |           |  |
| 15.Francisco Puertas Soto, 14.Daniel Saenz Lobsack, 13.Francisco Javie Fernandez Jimenez, 12.Alejandro Mino Terrancle, 11.Pablo Gutierrez Merelles, 10.Xabier Gerediaga Nanclares, 9.Jeronimo Hernandez-Gil Ruano, 8.Jon Etxeberria Landazabal, 7.Jaime Gutierrez Merelles (cap.), 6.Alberto Malo Navio, 5.Juan Escoda Espinalt, 4.Jose Miguel Villau Cabeza, 3.Jonadab Diez Urkidi, 2.Fernando de la Calle Pozo, 1.Julio Alvarez Ruiz de Temino - Sostituti: Inaki Laskurain Gonzalez, Pablo Calderon Sole, Javier Torres Morote, Ignacio de Lazaro Bravo | Formazioni | 15.Gavin Hastings (cap.), 14.Craig Joiner, 13.Tony Stanger, 12.Graham Shiel, 11.Kenny Logan, 10.Craig Chalmers, 9.Bryan Redpath, 8.Eric Peters, 7.Iain Morrison, 6.Rob Wainwright, 5.Doddie Weir, 4.Damian Cronin, 3.Peter Wright, 2.Kevin McKenzie, 1.Dave Hilton - Sostituti: Stewart Campbell, Ian Jardine, Scott Hastings, Martin Scott |           |  |

## In Zimbabwe
Tour della seconda squadra durante i mondiali 1995.
| Arbitro: | M.Leresche |

|         |      |                                    |
| O'Neill | mt   | Craig, Dods Troup, Gilmour Renwick |
| Rugg    | tr   | Laing 4                            |
| Rugg 2  | c.p. |                                    |

| Arbitro: | M. Wild |

| |            | |
| Jani, Noble | mt         | Dall. Gilmour Sheperd, Stark 2 |
| Noble 2 | tr         | Laing 4 |
| Noble 3 | c.p.       | Laing |
| | drop       | Laing |
| 15.E. Chimbina 14.A.Jani 13.I.Noble 12.D.Walters 11.J.Muchepa (B.Norman) 10.C.Brown 9.S.Day 8.T.Tabvuma 7.D.Kirkman 6.B.Dawson 5.P.Stephenson 4.S.Landsan 3.N.Mujajii 2.B.Beattie 1.R Moore | Formazioni | 15.Rowen Shepherd, 14.Hugh Gilmour, 13.Scott Nichol, 12.Ronnie Eriksson, 11.Derek Stark, 10.Stuart Laing, 9.Graeme Burns (Kevin Troup), 8.Stuart Reid, 7.Graham Dall, 6.Fergus Wallace (cap.) (Gareth Flockhart), 5.Robb Scott, 4.Ian Elliot, 3.Stuart Paul, 2.Martin Scott, 1.Alan Watt |

| Arbitro: | B.O'Dwyer |

|         |      |                               |
| Nyahoda | mt   | Stark 2, Eriksson Hodge, Dods |
| Grobler | tr   | Troup                         |
| Grobler | c.p. | Troup                         |
| Grobler | drop |                               |

| Arbitro: | W.Wild |

| |            | |
| Noble | mt         | Eikssom 2, Turnbull |
| Noble | tr         | Laing 2 |
| Noble 5 | c.p.       | Laing 8 |
| 15.E. Chimbina 14.A.Jani 13.I.Noble 12.D.Walters 11.B.Norman 10.C.Brown 9.S.Day 8.T.Tabvuma 7.D.Kirkman (B:Chivandire) 6.B.Dawson 5.P.Stephenson 4.S.Landsan 3.N.Mujajii 2.B.Beattie (W.Barratt) 1.R Moore | Formazioni | 15.Rowen Shepherd, 14.Hugh Gilmour, 13.Scott Nichol, 12.Ronnie Eriksson, 11.Derek Stark, 10.Stuart Laing, 9.Graeme Burns, 8.Stuart Reid (cap.), 7.Graham Dall, 6.Derek Turnbull, 5.Robb Scott, 4.Ian Elliot, 3.Stuart Paul, 2.Martin Scott, 1.Alan Watt |